# 千広真弓
千広 真弓（ちひろ まゆみ）は、日本の女優。所属事務所は加藤企画。愛称は"ちーまゆ"。東京都渋谷区出身。身長162cm。血液型B型。趣味はゲーム。特技は建築設計作業、似顔絵を描く事。動画配信

## 出演

### 映画
- 十年 Ten Years Japan（2018年） - 看護師 役
- リンク（2018年） - 飯塚千尋 役
- MAN IN THE PARK（2018年） - 音声 役
- 最初の晩餐 - 台風中継のアナウンサー 役（声）[1]
- Tenderness（2016年）

### ドラマ
- ドクターX〜外科医・大門未知子〜（2016年、テレビ朝日） - 女 役
- 好きな人がいること（2016年、フジテレビ）
- 東京ヴァンパイアホテル（2017年、Amazonプライム） - ホテル客、従業員 役
- さくらの親子丼（2017年、東海テレビ）
- カルテット（2017年、TBSテレビ） - 同僚 役
- 人は見た目が100パーセント（2017年、フジテレビ） - 同級生 役
- 大貧乏（2017年、フジテレビ） - 客 役
- 西村京太郎サスペンス「十津川警部シリーズ7」（2018年、TBS）
- サイレント・ヴォイス 行動心理捜査官・楯岡絵麻 2018年、BSTX） - OL 役
- 過保護のカホコ スペシャルドラマ（2018年、日本テレビ） - 区役所職員 役
- 東京コンフィデンシャル（2018年、TOKYO MX） - 秘書 役
- 魔性の群像（2018年、TBSテレビ） - ホステス 役
- 家族の旅路（2018年、フジテレビ） - 居酒屋店員、リポーター、記者 役
- 白日の鴉（2018年、テレビ東京） - 警察官 役
- それぞれの断崖（2019年、フジテレビ）
- 新しい王様 （2019年、TBS）
- 魔性の群像 5（2019年）
- さくらの親子丼|さくらの親子丼2（2019年、東海テレビ）
- 魔進戦隊キラメイジャー 第40話（2021年、テレビ朝日） - 女 役
- 全っっっっっ然知らない街を歩いてみたものの 第5話（2021年4月1日、フジテレビ）
- ソロ活女子のススメ 第10話（2021年6月5日、テレビ東京） - ボルダリングの客 役[2]
  - ソロ活女子のススメ4 第8話（2024年5月23日、テレビ東京）[3] - キャンプ場スタッフ 役[3]

### テレビ
- 祝！春日、結婚します！ （2019年、テレビ東京） - 母 役
- 私たちと天皇皇后両陛下（2019年、NHK）
- ボンビーガール （2019年、日本テレビ）
- テレビチャンピオン 極 〜KIWAMI〜 （2018年、テレビ東京） - 番組アシスタント
- モーニングサテライト （2018年、テレビ東京） - 社員 役
- 災害レスキューSP（2018年、フジテレビ） - 妻 役
- 報道特番 オウムSP（2018年、テレビ東京） - 銀行員 役
- 林先生が驚く初耳学!（2018年、TBSテレビ）
- ソレダメ!〜あなたの常識は非常識!?〜（2018年、テレビ東京）
- プレバト（2018年、TBSテレビ）
- 良かれと思って!（2018年、フジテレビ）
- 痛快TV スカッとジャパン（2017年、フジテレビ） - 部下 役

### CM
- VAPE myblu（2019年） - カフェ客 役
- Google Pixel 3（2018年） - エステティシャン 役
- マクドナルド（2018年）
- ソフトバンク（2018年）
- JRA（2018年）
- タキヒョー（2017年）

### WEB、広告など
- JT企業プレゼンビデオ（2019年）
- モスフードサービス 社内PV（2019年）- 店員 役
- 東京メトロ 「FIND MY TOKYO 東京マラソン編」（2019年）
- microsoft RINNA webCM（2019年） - 会議を抜け出すOL 役
- kitkat ショートムービー「星に願いを」（2018年）
- Panasonic100周年イベント映像（2018年）- 母 役

### ナレーション
- ダイワハウス webムービー（2017年）

### 書籍
- るるぶ 箱根19（2018年）
- ゴルフダイジェスト（2018年）

### ラジオ
- FM星空ステーション（2019年）

### 舞台
- ネリムプロデュース「劇場版サヨナラワーク」（2015年、池袋シアターグリーン BOXinBOX Theater） - 真弓 役
- アメツチ「ジャック・モーメント」（2024年、六行会ホール）[4]